# Mânecă

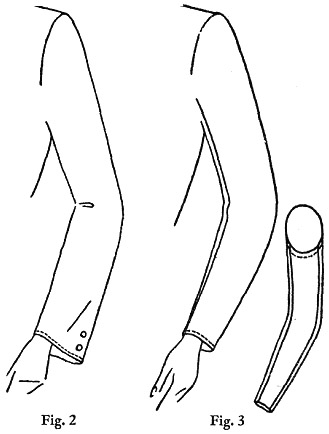
Mâneci largi

Mâneca este aceea parte a îmbrăcămintei care acoperă brațul, în întregime sau în parte. 